# Banda Morisca
Se denominó Banda Morisca a una parte del territorio de la frontera de Granada que dependía de Sevilla.

## Historia
En el siglo XIII el Concejo de Sevilla tenía jurisdicción sobre las fortalezas de Morón de la Frontera, Osuna y Cote (Montellano), y durante buena parte de los siglos XIV y XV, sobre Matrera y Arcos de la Frontera.
El término "Banda Morisca" debió acuñarse en Sevilla bien entrado el siglo XIV.
Las fortificaciones fronterizas se encontraban en mal estado de conservación a principios del siglo XIV, por la actividad que habían tenido desde finales del siglo XIII. Por ello, Alfonso XI entregó al Concejo de Sevilla grandes sumas de dinero para reparar las propias murallas urbanas y sumas menores, mercedes y derechos de rentas para reparar fortificaciones fronterizas.
La Corona empezó a financiar el mantenimiento de las construcciones defensivas de las pequeñas poblaciones con dinero propio y las vinculó a las ciudades fronterizas principales. Entre 1336 y 1337 pasó a depender de Sevilla la villa fronteriza de Arcos. Este mismo siglo pasaría a control sevillano el castillo de Matrera (que había estado vinculado desde 1256 a la Orden de Calatrava). Desde 1344, por orden de Alfonso XI, pasaron a estar bajo el control del Concejo de Sevilla fortificaciones situadas en el extremo más meridional de la Campiña: El Águila (El Palmar de Troya), Alcantarilla, Alocaz, Utrera, El Bollo, Lebrija y Las Cabezas de San Juan. Esta política de vinculaciones muestra como los grandes concejos de realengo ganaron importancia en la defensa con respecto a las órdenes militares y la Iglesia.
También dependieron del Concejo de Sevilla el castillo de las Aguzaderas, la torre de Lopera, la torre del Bao (Los Molares) y la torre de Gandul.
Seguramente, desde la conquista de Antequera en 1410, la Banda Morisca pudo corresponderse con el tramo de frontera comprendido entre los ríos Guadalhorce y Guadalete.